# Molho branco
O molho branco é uma preparação culinária básica, que consiste em cozer farinha (geralmente de trigo) num líquido, que pode ser água, leite, vinho ou caldo de carne ou peixe, normalmente com uma certa quantidade de gordura (por exemplo, azeite, manteiga ou margarina).
Este preparado é geralmente temperado com sal e especiarias ou misturado a pickles ou outros molhos (como mostarda) e servido a acompanhar alimentos simples, como peixe, carne ou vegetais cozidos, ou utilizado como base para outros cozinhados mais elaborados, como os gratinados.
Embora o molho béchamel se possa considerar um molho branco, a sua preparação difere ligeiramente deste mais básico.